# Vittorio Duse
Pour les articles homonymes, voir Duse.
Vittorio Duse, né le  21 mars 1916 à Loreto  et mort le 2 juin 2005 à Rome, est un acteur italien.

## Biographie
L'un des premiers rôles tenus par Vittorio Duse est dans Ossessione (1942), le premier long métrage de Luchino Visconti. En dehors de l'Italie, Duse est connu pour son rôle de Don Tommasino dans Le Parrain III en 1990, en remplacement de Corrado Gaipa, décédé un an avant la sortie du film. Duse a principalement joué dans des films italiens, bien qu'il soit également apparu dans Les Aventures du jeune Indiana Jones, Les Soprano et dans Un été à Rome.
En 1989, Duse a joué dans le film Queen of Hearts et a remporté le prix de la distinction du jury au Festival des films du monde de Montréal.